# Lions Book

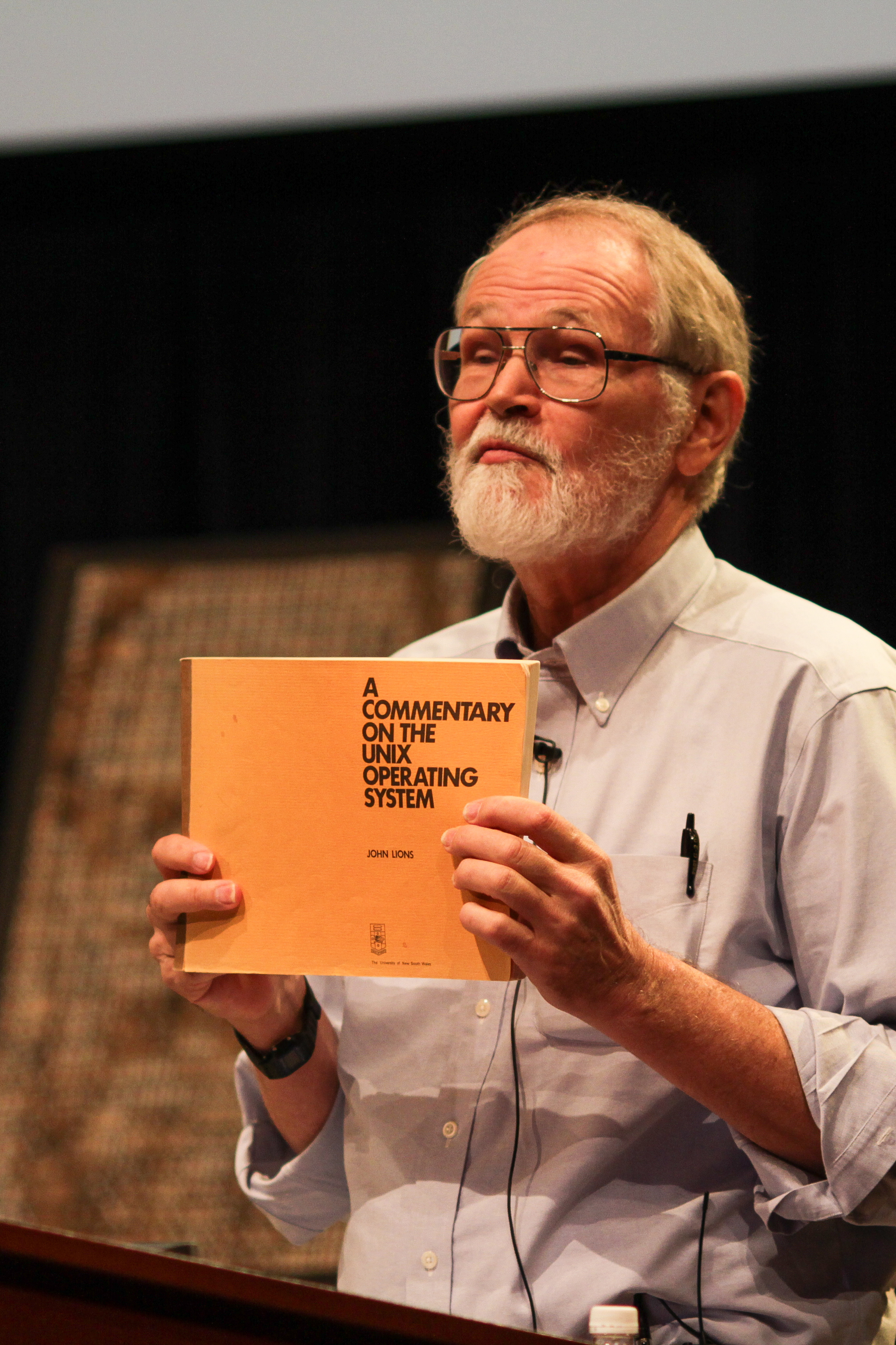
Brian Kernighan z książką Johna Lionsa w 2012 roku

Lions Book (właściwie: ang. Source Code and Commentary on Unix level 6) – wydany w 1976 roku oryginalnie dwuczęściowy skrypt akademicki autorstwa Johna Lionsa, wykładowcy australijskiego Uniwersytetu Nowej Południowej Walii . 
Część pierwsza zawierała pełny listing kodu dostępnej za darmo w celach akademickich 6 edycji Uniksa AT&T, część druga była komentarzem wiersz po wierszu do zamieszczonego kodu. Jej egzemplarze były ściśle ewidencjonowane.
Zwany często najbardziej prześladowaną książką w historii informatyki, ze względu na restrykcje w dostępie do niej nałożone przez Western Electric/AT&T, właściciela praw do kodu Uniksa. Rozprowadzana przez hakerów w nielegalnie powielanych kopiach. To za jej przyczyną Unix stał się tym, czym jest dzisiaj. Bez niej nie byłoby także całej związanej z nim wspólnoty ludzi.
Retrospektywna reedycja (ISBN 1-57398-013-7) ukazała się w 1996 roku w jednotomowym wydaniu z przedmową twórców Uniksa, Dennisa Ritchie i Kena Thompsona.